# استرجیس (میسیسیپی)
استرجیس (به انگلیسی: Sturgis) شهرکی در ایالت میسیسیپی کشور ایالات متحده آمریکا است که جمعیت آن در سرشماری سال ۲۰۱۰ میلادی، ۲۵۴
نفر بوده‌است.